# SPI-059/150
A SPI-059/150 é uma rodovia de interligação do estado de São Paulo.
Conhecida como Interligação Baixada ou Interligação Planície, faz a interligação entre as Rodovias Anchieta e Imigrantes após a descida da Serra do Mar, em contraposição com a Interligação Planalto entre as mesmas rodovias, que ocorre ainda no alto da serra.
Recebe as seguintes denominações em seu trajeto:
- Nome: Interligação Baixada[1]  De - até: SP-150 (Cubatão) - SP-160 (Cubatão)